# نستله هند
نستله هند (انگلیسی: Nestlé India) شرکت صنایع غذایی هندی است، که در سال ۱۹۵۹ توسط شرکت نستله تأسیس شد.